# The Bubbles - Raw and Unreleased
The Bubbles - Raw and Unreleased é uma coletânea lançada em 2010 pelo selo Groovie Records contendo gravações raras e, algumas, nunca antes lançadas da banda carioca A Bolha.

## Síntese
As músicas foram tiradas de diversas sessões distintas. Das sessões para o primeiro compacto da banda, de 1966 quando ainda se chamavam The Bubbles, vieram as duas músicas do compacto em versões stereo e mono e, também, Trabalhar, versão do hit dos Yardbirds For Your Love.
Em 1968, após gravarem como banda de apoio o álbum de Márcio Greyck daquele ano, surgiu a oportunidade de lançar um compacto pela gravadora PolyGram, que acabou não sendo lançado. Dessas sessões temos dois covers do álbum branco dos Beatles, Ob-La-Di, Ob-La-Da e Honey Pie.
Em 1969, César Ladeira, irmão de Renato Ladeira que tinha deixado a banda no ano anterior, tinha se tornado assistente de direção de seu avô, Adhemar Gonzaga, que era diretor de cinema. Ele aproveitou essa condição para chamar sua antiga banda para tocar no filme, Salário Mínimo, e participar da trilha sonora. Das três músicas que eles gravaram para o filme, duas aparecem nessa coletânea: Get Out of My Land e The Space Flying Horse and Me. Ausente a música Flying on My Rainbow.
Por fim, duas músicas das três que fizeram parte do compacto lançado pela banda em 1971 aparecem nessa coletânea: Sem Nada e Os Hemadecons Cantavam Em Coro Chôôôô. Ficou de fora apenas a música que eles defenderam no VI Festival Internacional da Canção, em 1971, 18:30, quando ganharam o prêmio de melhor banda.

## Faixas
| Lado A |                                                    |                              |         |  |
| N.º    | Título                                             | Compositor(es)               | Duração |  |
| 1.     | "Não Vou Cortar o Cabelo (Breal It All) Stereo"    | Rompan Todo                  |         |  |
| 2.     | "Porque Sou tão Feio (Get Off Of My Cloud) Stereo" | Mick Jagger - Keith Richards |         |  |
| 3.     | "Trabalhar (For Your Love) Stereo"                 | Graham Gouldman              |         |  |
| 4.     | "Ob-La-Di, Ob-La-Da Stereo"                        | John Lennon - Paul McCartney |         |  |
| 5.     | "Honey Pie Stereo"                                 | John Lennon - Paul McCartney |         |  |

| Lado B |                                                  |                              |         |  |
| N.º    | Título                                           | Compositor(es)               | Duração |  |
| 1.     | "Get Out of My Land Mono"                        | Pedro Lima                   |         |  |
| 2.     | "The Space Flying Horse and Me Mono"             | Pedro Lima                   |         |  |
| 3.     | "Não Vou Cortar o Cabelo (Breal It All) Mono"    | Rompan Todo                  |         |  |
| 4.     | "Porque Sou tão Feio (Get Off Of My Cloud) Mono" | Mick Jagger - Keith Richards |         |  |
| 5.     | "Trabalhar (For Your Love) Mono"                 | Graham Gouldman              |         |  |
| 6.     | "Sem Nada"                                       | Pedro Lima                   |         |  |
| 7.     | "Os Hemadecons Cantavam Em Coro Chôôôô"          | Pedro Lima                   |         |  |

## Integrantes
Faixas 1-5 do Lado A e 3-5 do Lado B:
- César Ladeira: guitarra solo
- Renato Ladeira: guitarra ritmica e teclados
- Lincoln Bittencourt: baixo
- Ricardo Reis: bateria

Faixas 1 e 2 do Lado B:
- Pedro Lima: guitarra solo
- Renato Ladeira: guitarra ritmica e teclados
- Arnaldo Brandão: baixo
- Johnny: bateria

Faixas 6 e 7 do Lado B:
- Pedro Lima: guitarra solo
- Renato Ladeira: guitarra ritmica e teclados
- Arnaldo Brandão: baixo
- Gustavo Schroeter: bateria